# 藻食亞目
藻食亞目（學名：Myxophaga）為昆蟲綱鞘翅目的一個亞目，下有球甲總科（Sphaeriusoidea），其下有四個科，分別為旱微蟲科（Torridincolidae）、球微蟲科（Microsporidae）、出尾水蟲科（或稱水纓甲科，Hydroscaphidae）與球甲科（Sphaeriusidae）等科；以及單跗蟲總科和已滅絕的三疊藻食科。

## 外部連結
- . ITIS.